# Cerro Cariguaidasiba
El Cerro Cariguaidasiba es una formación de montaña, ubicada en el oeste del estado Zulia, a poca distancia de la frontera internacional entre Colombia y Venezuela. A una altitud promedio entre 1.545 m s. n. m. y 1,551 m s. n. m., el Cerro Cariguaidasiba es una de las montañas de mayor elevación en el Zulia.

## Ubicación
El Cerro Cariguaidasiba se ubica en un privilegiado sistema montañoso llamado Serranía de los Motilones que es el extremo sur de la Serranía de Perijá, el cual a su vez es el ramal más norte de la Cordillera de los Andes en Venezuela. Más al norte del Cerro Cariguaidasiba se encuentra el majestuoso Cerro Manastara, el más elevado del Zulia.